# Уцуномија
Уцуномија (јап. 宇都宮市) град је у Јапану у префектури Точиги. Према попису становништва из 2005. у граду је живело 457.557 становника.

## Становништво
Према подацима са пописа, у граду је 2005. године живело 457.557 становника.
| 1995.   | 2000.   | 2005.   |
| ------- | ------- | ------- |
| 435.357 | 443.808 | 457.557 |